# Великий сургун
Великий сургу́н (арм. Մեծ սուրգուն — Великое изгнание) — насильственная депортация армянского населения из Восточной Армении на территорию центральной и северной частей Сефевидской Персии, которая была проведена в 1604—1605 годах по приказу шаха Аббаса I в ходе Турецко-персидской войны (1603—1618).
По разным оценкам, число изгнанных армян составило от 250 000 до 300 000 человек. В ходе депортации армянские города и сёла были разграблены и уничтожены. Многие армяне были жестоко убиты, подвержены насилию или погибли в пути, менее половины выжили во время марша.
Великий сургун радикально изменил этническую картину Армянского нагорья, значительно снизив численность армянского населения в регионе. Массовая депортация армян сделала их меньшинством в Нахиджеване, а также заметно увеличила процент мусульман (тюрков и курдов) в других исторических областях, включая область Арцах (сегодня более известна как Нагорный Карабах).

## Предыстория

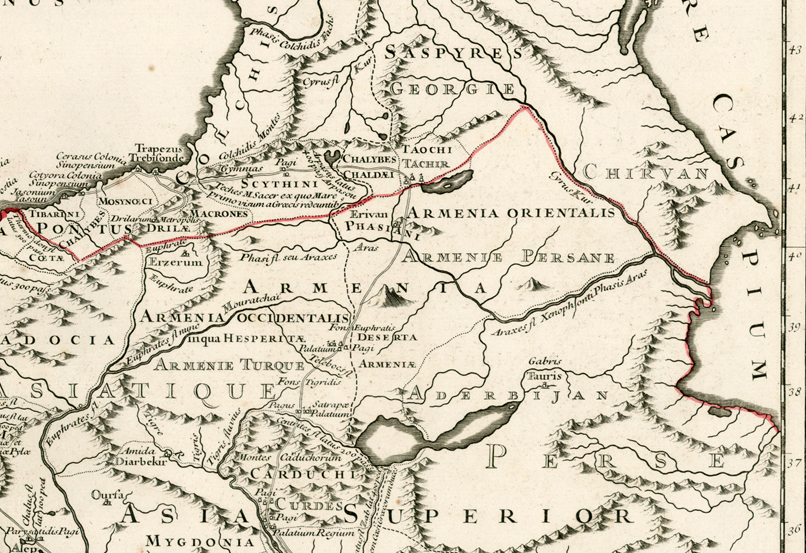
Восточная Армения на карте 1740 года

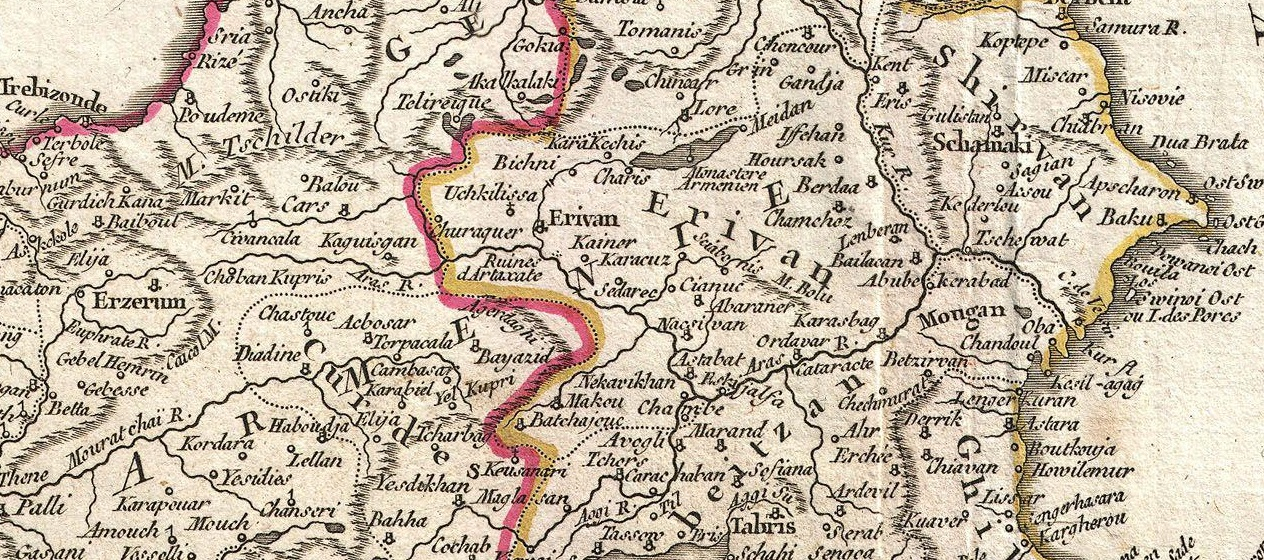
Разделённая Армения. Персидская (Восточная) и Османская (Западная). Роберт де Ваугонди, 1753 год

На протяжении столетий Армения была местом непрерывных военных конфликтов и разорительных набегов.
Регион впервые подвергся мусульманским набегам в 40-х годах VII века в ходе арабских завоеваний. Позднее, в начале XI века, произошли первые набеги огуз-туркменских племён из Средней Азии. К 70-м годам XI века (битва при Манцикерте), сельджуки распространили своё влияние практически на всю территорию Армении, что со временем причинило значительный ущерб армянскому этносу региона. К XIII веку территория Армении становится местом многочисленных нашествий мусульманских кочевых племён, набеги которых стали разорительными для региона.
Уже в сельджукскую эпоху в регионе начинается многовековой процесс оттеснения армянского населения пришлым тюркским, особенно усилившийся после нашествий Тамерлана. В период монгольского владычества Армения подверглась разграблению, а с конца XIII века Газан-хан подвергал гонениям армянское население, особенно из Нахичевани и близлежащих областей. В 1385 году хан Тохтамыш уводит в плен из Арцаха, Сюника и Парскаайка десятки тысяч армян. Монгольское владычество также усилило демографические изменения, начавшиеся при сельджуках — численность мусульманского населения увеличивалась, а армянского уменьшалась.
Начиная с XVI века огромный ущерб Армении наносили непрерывные турецко-персидские войны, которые велись за контроль в том числе и над её территорией. Будучи разделённой между двумя враждующими империями, в течение большей части XVI века, страна служила полем их битвы и подвергалась опустошению согласно политике выжженной земли, проводимой как османами, так и Сефевидами. По мирному договору, завершившему первую Турецко-персидскую войну (1514—1555), Османская империя расширила свои владения, присоединив исторические территорий Западной Армении, а Сефевидская Персия — за счёт территории Кавказа и Закавказья.
В 1578 году началась Турецко-персидская война (1578—1590). Османская армия и 100-тысячное войско крымского хана совершали набеги на Восточную Армению. Опустошительные походы в Закавказье продолжались до начала 1590 года. Значительная часть местного населения была убита или бежала (только из Эривани было угнано в рабство 60 000 человек). По результатам войны, Персия была вынуждена уступить Тебриз, Ширван и некоторую часть Восточной Армении, Азербайджана и Грузии (Картлийское и Кахетинское царства).

## Причины и ход депортации

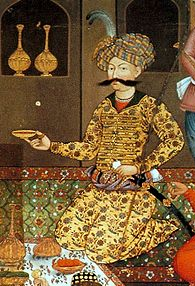
Шах Аббас I Великий

Персидский шах Аббас I, не смирившийся с поражением и желавший вернуть территории, уступленные в 1590 году, приступил к реорганизации своей армии, обучаемой на европейский манер английскими специалистами, и в 1603 году начал новую войну.
В 1603—1605 годах войска шаха, разбив Османскую армию у Суфиана, захватили и в очередной раз разграбили города Нахичевань, Тебриз и Джульфу. Из Эривани насильственному переселению подверглось большая часть армянского населения. С лета 1604 года территория Восточной Армении систематически подвергалась опустошительным набегам. На территории Араратской долины шах прибегнул к тактике «выжженной земли», суть которой заключалась в насильственном переселении (опустошении территории) всех местных жителей вглубь территории Персии, вместе со всем их имуществом.
Шах преследовал цель обезлюдить эти районы и расселить армян по всей Персии, желая, тем самым, с одной стороны, обезопасить свои западные границы от потенциального османо-армянского сговора, а с другой, — руководствовался желанием использовать в своих коммерческих целях армянских ремесленников и торговцев.
Польский историк Дариуш Колоджейчик отмечает, что Шах Аббас не чувствовал опоры своей власти в недавно завоёванных областях Еревана и Нахичевани, в связи с чем «применил политику выжженной земли и предпринял массовое и насильственное переселение местного населения, главным образом армян, в центральный Иран».
Согласно армянскому историку XVII века Аракелу Даврижеци, депортация началась в августе 1604 года и достигла своей кульминации осенью.
На первом этапе по приказу шаха был организован сбор армянского населения (из Нахичевани, Джульфы, Сюника, Севана, Лори, Абарана, Ширакавана, Карса, Вана, Алашкерта и Баязета) в специально отведённых местах. Армяне выполнили приказ шаха, а узнав о его намерениях, всячески просили его отложить их переезд из-за скорого наступления зимы. Однако их просьбы шах проигнорировал.
Далее последовали действия по уничтожению всего оставшегося имущества армянского населения, дабы оно не могло достаться османским войскам. Только при переправе через реку Аракс жертвами стали тысячи человек.
В ходе депортации, в частности, для избавления от конкуренции армянских купцов, был разорён крупный центр купечества в Закавказье — армянский город Джуга, а его жители (согласно разным оценкам, от 20 тыс. человек до 12 тыс. семейств) были переселены в Исфахан, где на выделенной им земле к югу от реки Зайендеруд в 1605 году основали Новую Джульфу (в память о некогда процветающем армянском городе), другая часть переселённых рассеялась по всей Персии. Только в Шираз были вынуждены переселиться около 500 армянских семей.

## Последствия и оценки
Первоначально отношение Аббаса к переселившимся армянам было благосклонным. В районе Исфахана армянские переселенцы получили свободу вероисповедания и торговли. Район постепенно осваивался и процветал. Армяне смогли создать крупный центр международной торговли, в том числе с Русским государством, Европой и Индией. Они получили монопольное право на торговлю шёлком. Однако после 1613 года, проводя политику исламизации, шах начал принуждать армянское население к принятию ислама, а армяне, переселившиеся в другие регионы Персии, часто подвергались различным формам дискриминации. Позднее, в середине 1650-х годов, армян изгнали уже из районов Исфахана, оставив им компактное проживание только в Новой Джульфе. Армянские общины также появились в городах Мазендеран, Казвин, Хамадан, Мешхед, Шираз и других.
Среди депортированного населения (около 350 000 человек) большинство составили армяне. Аракел Даврижеци упоминает среди переселённых также некоторое число мусульман и евреев. Численность депортированных армян оценивается, по разным данным, от 250 тыс. до 300 тыс. человек.
После переселения армян, на оставленные ими территории начали массово заселяться кочевые племена (в основном тюрки, а также курды), а города Арарат, Алашкерт и Баязет совершенно опустели.
Как свидетельствует Энциклопедия Ираника: «На протяжении своей многовековой истории армянский народ ещё не подвергался столь серьёзной катастрофе». Американский историк Джордж Бурнутян отмечает, что к XVII веку армяне стали меньшинством в некоторых частях своих исторических земель. Американский историк Ричард Ованнисян указывает на то, что насильственная депортация, проведённая шахом Аббасом и другие вынужденные массовые переселения армянского народа привели к тому, что к XIX веку армяне сохранили значительное большинство лишь в горных районах Карабаха и Зангезура. В Гяндже армяне также стали меньшинством.

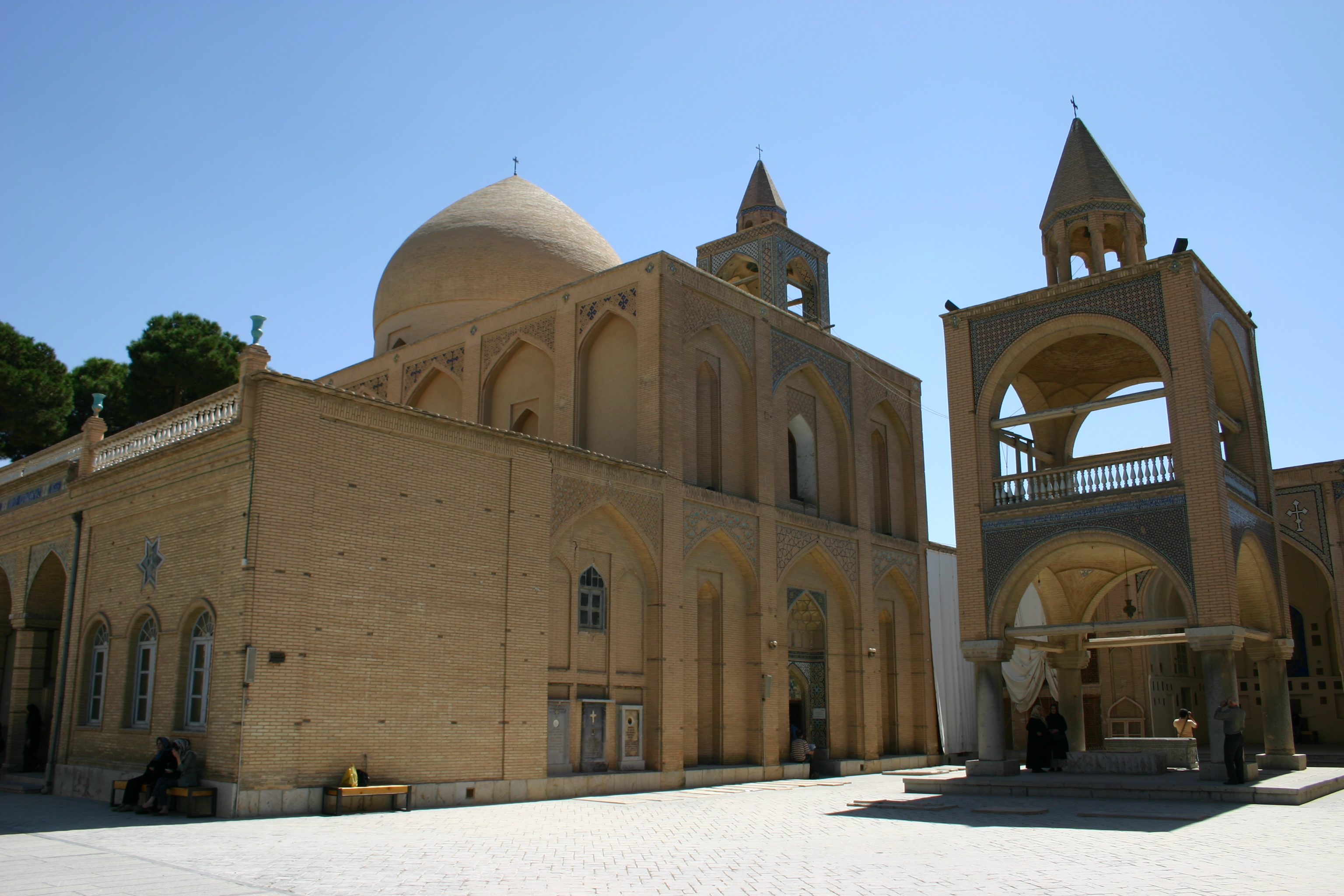
Собор Святого Христа Всеспасителя, XVII век, Исфахан
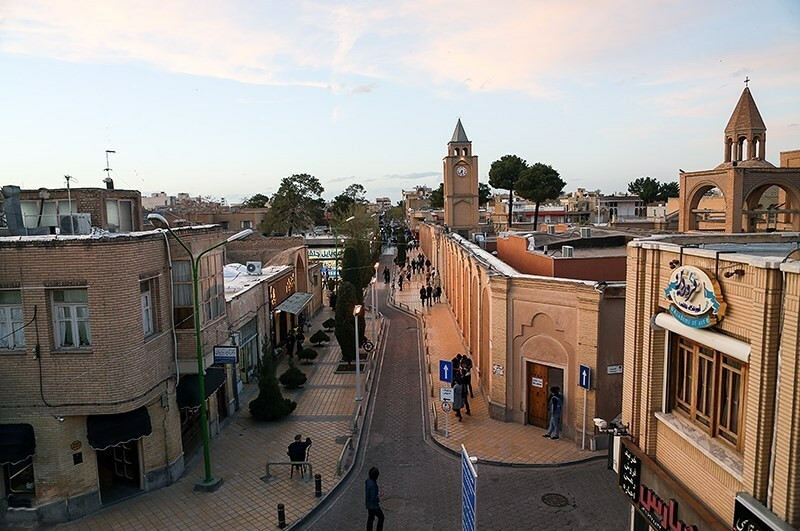
Армянский квартал, Исфахан

## В искусстве
Там, сзади — меч, тут — бездна вод.
Рыданья, вопли. Страшный час!..
Над бездной мечемся. И вот
Толпою кинулись в Араз.
Событие нашло своё отражение в во́хбах — средневековых армянских исторических плачах.
В стихотворении «Шах и разносчик» армянский поэт Ованес Туманян описывал одну из сцен депортации — переход через Аракс. На русский язык её переводил известный переводчик Сергей Васильевич Шервинский, поэт из окружения Анны Ахматовой.

### Книги
На русском языке
- Акопян Т. Х. Очерк истории Еревана. — Ереван: Издательство Ереванского университета, 1977. — 490 с.
- Аракел Даврижеци. 4 // Книга историй. Перевод с армянского.. — М.: Главная редакция восточной литературы издательства «Наука», 1978.
- Новосельцев А.П., Пашуто В. Т., Черепнин Л. В. Пути развития феодализма: (Закавказье, Сред. Азия, Русь, Прибалтика). — М.: Наука, 1972. — 338 с.
- История Востока. В 6 т. / Рыбаков Р. Б., Алаев Л. Б., Ашрафян К. З. и др.. — М.: Восточная литература, 2000. — Т. 2. Восток в средние века. — 716 с. — ISBN 5-02-017711-3.
- История Востока. В 6 т. / Рыбаков Р. Б., Алаев Л. Б., Ашрафян К. З. и др. — М.: Восточная литература РАН, 2002. — Т. 3. Восток на рубеже средневековья и нового времени XVI—XVIII вв. — 696 с. — ISBN 5-02-017913-2.
- Петрушевский И. П. Очерки по истории феодальных отношений в Азербайджане и Армении в XVI — начале XIX вв.. — Ленинград: Ленинградский университет, 1949. — 182 с.
- Всемирная история в 10 томах. Т. 4. / М. М. Смирин. — М.: Соцэкгиз, 1958. — 823 с.
- Рыбаков Б. А., Белявский М. Т., Новицкий Г. А., Сахаров А. М. История СССР с древнейших времён до конца XVIII в. — 2-е изд., перераб. и доп. — М.: Высшая школа, 1983. — 415 с.
- Гильом де Рубрук. Продолжение путешествия по Араксу. О городе Наксуа, о земле Сагенсы и о других местах // Джованни дель Плано Карпини. История монгалов. Гильом де Рубрук. Путешествие в восточные страны. Книга Марко Поло. Вступ. ст. и комментарии М. Б. Горнунга. — М.: Мысль, 1997. — 461 с. — ISBN 5-244-00851-X.
- Малхасян М. Демографические процессы в Армении в XVI веке и в первой половине XVII века. — Ереван: Изд. ЕГУ, 2020. — 300 с.

На английском языке
- Bournoutian, George A. The Role of the Armenians in the Russian Move into the South Caucasus // From the Kur to the Aras. A Military History of Russia’s Move into the South Caucasus and the First Russo-Iranian War, 1801–1813. — Brill, 2021. — P. 237—248. — 318 p. — (Iran Studies, vol. 22). — ISBN 978-90-04-44516-1. — ISBN 978-90-04-44515-4.
- Bournoutian, George A. A Concise History of the Armenian People: (from Ancient Times to the Present) (англ.). — 2. — Mazda Publishers, 2003. — ISBN 978-1568591414.
- Bournoutian, George A. The Politics of Demography: Misuse of Sources on the Armenian Population of Mountainous Karabakh (en.) // Journal of the Society for Armenian Studies 9. — New York, 1999.
- Bournoutian, George A. Armenian // An Ethnohistorical Dictionary of the Russian and Soviet Empires / James Stuart Olson, Lee Brigance Pappas, Nicholas Charles Pappas. — Westport, Conn.: Greenwood press, 1994. — 840 p. — ISBN 9780313274978.
- Hovannisian R. G. The Armenian People from Ancient to Modern Times. — Basingstoke: Palgrave Macmillan, 1997. — Vol. I. The Dynastic Periods: From Antiquity to the Fourteenth Century. — 386 p. — ISBN 0-312-10169-4, ISBN 978-0-312-10169-5.
- Hovannisian R. G. The Armenian People from Ancient to Modern Times. — Palgrave Macmillan, 1997. — Vol. II. Foreign Dominion to Statehood: The Fifteenth Century to the Twentieth Century. — 493 p. — ISBN 0312101686, ISBN 9780312101688.
- Kouymjian, Dickran[англ.]. Armenia from the Fall of the Cilician Kingdom (1375) to the Forced Emigration under Shah Abbas (1604) // The Armenian People from Ancient to Modern Times / Richard G. Hovannisian. — NY: Palgrave Macmillan, 1997. — P. 1—50. — 493 p. — ISBN 0312101686. — ISBN 9780312101688.
- Bournoutian, George A. Eastern Armenia from the 17th Century to the Russian Annexation // The Armenian People from Ancient to Modern Times / Richard G. Hovannisian. — NY: Palgrave Macmillan, 1997. — P. 81—107. — 493 p. — ISBN 0312101686. — ISBN 9780312101688.
- Payaslian, Simon[англ.]. The History of Armenia: From the Origins to the Present. — NY: Palgrave Macmillan US, 2008. — 294 p. — ISBN 9780230608580.
- Armenia // A Political Chronology of the Middle East / Lea, David; Rowe, Annamarie; Dr. Miller, Isabel. — First edition. — UK: Psychology Press, 2001. — 282 p. — ISBN 9781857431155.
- Khosrow, Shakeri Zand. The Armenians of Iran: The Paradoxical Role of a Minority in a Dominant Culture, Articles and Documents. — Cambridge: Harvard University Press, 1998. — 431 p. — (Harvard Middle Eastern Monographs). — ISBN 9780932885166.
- Barry, James. Armenian Christians in Iran: Ethnicity, Religion, and Identity in the Islamic Republic. — Cambridge: Cambridge University Press, 2019. — 322 p. — ISBN 9781108429047.
- Braudel, Fernand. Civilization and Capitalism, 15th-18th Century. — Berkeley, LA: University of California Press, 1992. — 670 p. — ISBN 9780520081154.
- Price, Massoume. Iran's Diverse Peoples: A Reference Sourcebook. — ABC-CLIO, 2005. — 376 p. — ISBN 9781576079935.
- Kołodziejczyk, Dariusz. Christians in the Safavid Empire // Christian-Muslim Relations. A Bibliographical History. Volume 10 Ottoman and Safavid Empires (1600-1700) / David Thomas, John A. Chesworth. — Leiden, Boston: BRILL, 2017. — Vol. 10. — 730 p. — ISBN 9789004346048.
- Kennedy, Hugh N.; Brice, William Charles. Historical Atlas of Islam. — Brill, 1981. — 71 p. — ISBN 9789004061163.
- von Haxthausen, August Freiherr. Transcaucasia: Sketches of the Nations and Races Between the Black Sea and the Caspian. — London: Chapman, 1854. — 448 p.
- Hewsen Robert H.. Armenia: A Historical Atlas. — University of Chicago Press, 2001. — 341 p. — ISBN 0226332284, ISBN 9780226332284.
- Seth, Mesrovb Jacob[англ.]. History of the Armenians in India from the Earliest Times to the Present Day. — Luzac & co., 1897. — 232 p.
- Walker, Christopher J. Armenia: The Survival of a Nation. — London: Croom Helm, 1980. — 437 p.
- Aslanian, Sebouh David. From the Indian Ocean to the Mediterranean. The Global Trade Networks of Armenian Merchants from New Julfa. — University of California Press, 2011. — 392 p. — ISBN 9780520947573.

### Статьи
На английском языке
- Bournoutian, George A. The Population of Persian Armenia Prior to and Immediately Following its Annexation to the Russian Empire, 1826-32 (en.) // Nationalism and social change in Transcaucasian. — 1980. — 25 апреля.
- Moreen, Vera B. The Status of Religious Minorities in Safavid Iran 1617-61 (en.) // Journal of Near Eastern Studies. — The University of Chicago Press, 1981. — Vol. 40. No.2. — С. 119—134. — JSTOR 545037.

### Энциклопедии
- Encyclopædia Iranica. Armenia and Iran VI. Armeno-Iranian relations in the Islamic period // Encyclopædia Iranica.
- Armenians // Encyclopedia of the Peoples of Africa and the Middle East / Stokes, Jamie; исторические консультанты: Gorman, Anthony; Newman, Andrew[англ.]. — NY: Facts on File, 2009. — P. 52—66. — 880 p. — ISBN 9781438126760.